# 剧姓
剧姓是汉姓之一。音屐，竭戟切，非渠力切。劇、璩、勮、蘧等字同源，又通假瞿、句、巨，又音讹为纪、姬、吉、冀、季等。剧姓为大槐树外迁姓氏之一，洪洞大槐树祭祖堂移民先祖姓氏牌位中，剧氏在九版五排四位，在中华姓氏百家姓中排行第九百四十六位。在百家姓最新排名中排在第八百八十八位 （页面存档备份，存于）。

## 姓源分布
齐大夫采食于劇，因邑为氏。源自姜姓，齐太公十二世孙，庄公曾孙食采于劇，因姓劇氏。齐宣公时，田盘遣田齐宗室为各邑大夫，极力打击姜齐的宗族势力，原剧邑大夫及后裔子孙被迫迁居河北，后人如八世孙燕将剧辛、北魏给事中剧鹏、五代光禄卿剧可久。至汉初因经商迁洛阳，有游侠剧孟。唐时迁河东，有诗人剧燕。明约万历年间，自大槐树迁河南南阳、安徽亳州等。据统计，截止2016年底，剧姓在全国范围内分布情况如下：河北约八千人，河南约四千人，安徽、山西逾千人，总计约一万五千人。
剧，作姓时读音作jī，不可读作jù。剧本字是勮，声部是豦qú，而居本字是凥。其涵义也相去甚远。豦，从虍从豕，虍豕之鬬，鬬相丮，不解也。凥，从尸，得几而止也。劇字上古音为[gio]或[gios]，有两个涵义。《说文解字》从刀，渠力切qú，尤甚也。《洪武正韵》竭戟切jī，又姓。可能是因为劇邑原为纪（jǐ）国。豦作为声部的汉字还有，「遽」送信的快车或快马、「據」本义为依靠，引申为占据、「璩」耳环玉名、「躆」蹲坐、「壉」地名、「澽」河名、「鐻」乐器、「醵」泛指凑钱集资、「蘧」芙蕖瞿麦、「懅」惶恐羞愧、「臄」jué指口边肉、「噱」xué大笑等。
有认为剧姓源自妫姓，盖因田姓源于妫姓，而田为齐国国姓，剧邑在齐地，固有此说，此乃谬误。前691年置剧邑，田氏代齐在春秋末期，此间几百年，剧邑岂无大夫？剧辛、邹衍合纵五国伐（田）齐，若剧辛源于妫姓田氏，此举几无可能。因此，推测剧氏源于姜齐，在田齐之前，就已离开齐国。纵观历史，自剧辛始，剧氏族人分布于河北、河南与山西等地，而齐地无一记载，也能佐证在剧辛之前，剧氏已离开剧邑。
据相关史料推测，劇姓始祖为隰朋。隰朋，姜姓，出身齐国公族，桓管五杰之一，与管仲并称为“管隰”。齐桓公死后，其后人迁居卫国。而春秋卫国在战国时属赵地，有九世孙剧辛。并衍生出蘧姓，代表人物是卫国大夫蘧瑗，孔子好友。隰朋谥成子，成子常生襄子班，班生庄子伯，庄子是蘧瑗之父，即蘧瑗为隰朋重孙。蘧瑗七世孙蘧乐，因避难易蘧为璩，南迁豫章。《三国志吴书》载：“八年，权西伐黄祖破其舟军，惟城未克而山寇复动。还过豫章使吕范平鄱阳、会稽，程普讨乐安，太史慈领海昏，韩当、周泰、吕蒙等守劇县令长。又传东汉中常侍蘧政罹难，族人避难易蘧为璩。劇、蘧、璩等姓，应出同源。
今有部分资料认为蘧姓源于姬姓，盖因春秋末期卫国上大夫蘧伯玉，卫国国姓为姬，固有此说。蘧伯玉是否姓姬，值得推敲。

## 剧字典故
剧魁侯：汉菑川懿王刘志之子刘黑。
剧原侯：汉菑川懿王刘志之子刘错。
剧阳子：西晋司徒魏舒，封爵剧阳子。其女魏华存，又称紫虚元君，上清派第一代太师。
剧邑：前691年，齐灭纪置剧邑。
剧县：前184年，文帝置葘川国，治所剧。前155年，景帝分齐置北海郡，迁营陵治剧县。葘川剧和北海剧实为一地，故治在今山东寿光市南，历史名人有前秦丞相王猛和北魏贾思勰。
剧阳县：汉置，战国属赵，为代郡地，秦为雁门郡地，晋废，故治在今山西应县东北。
剧清池：即奚养泽，秦地图曰剧清池。
剧右尉印：经典汉印。此印四字大小不作均匀分布，而是以“勮”字为主，其余三字为宾，围绕“勮”做相应拉伸或收缩。同时将“印”向上拉伸，造成“尉”字成为印面中笔画较多而占地最小的字。但虽小而不显局促，反而通过短画和留红的处理更见疏朗，由此“尉”字虽小却是“印眼”。因为，如果说“勮”字因其笔画最多而自然写大写密是印面结构矛盾的开始，那么“尉”的写小而写疏则是将矛盾引领向一个更高层次的平衡。这是印面结构的辩证法，也是汉印易学难精的精义所在。

## 古今人物

### 剧辛
上谷容城人，战国燕将。初仕武灵王，沙丘之乱后，自赵适燕。仕昭王，行变法，著《处子》九篇。昭王使辛说诸侯以御齐，行合纵之道。五国约以伐齐，败齐于济水之西。辛曰：齐大而燕小，赖诸侯之助以破其军，宜及时攻取其边城以自益，此长久之利也。今过而不攻，以深入为名，无损于齐，无益于燕，而结深怨，后必悔之。昭王不以为意，以乐毅攻齐。及惠王继，为王所倚。成安君弑上，拥武成王，不复用矣。及喜十二年，赵使李牧攻燕，拔武遂、方城。次年，燕见赵数困于秦，而廉颇去，欲因赵弊反攻之。剧辛故居赵，与赵将庞煖善，言庞易与之，遂使辛将击赵。后兵败被俘，为国死节，葬容城。据记载，剧辛墓位于晾马台乡南剧村西南隅，封土高大，2010年夷为平地，墓东距晾马台遗址一公里。

### 剧孟
西汉雒阳人，以任侠显诸侯。修武行商，交游四方，扶弱济困。吴楚反时，条侯为太尉，乘传车将至河南，得剧孟，喜曰：吴楚举大事而不求孟，吾知其无能为已矣。剧孟行大类朱家，而好博，多少年之戏。然剧孟重诺，天下重之。宰相得之若得一敌国。剧孟母逝，自远方送丧盖千乘。及剧孟死，家无馀十金之财。

### 剧鹏
北魏高阳人，深得文明太后眷遇，授给事中。粗览经史，闲晓吏事，性情通率。孝文帝迁洛，幽后私乱中官，鹏密谏止之，幽后不从，遂发愤而卒。鹏兄剧买奴，位幽州刺史。

### 剧燕
唐河东蒲阪人，工律诗，驰名当时，为咸通十哲之一。僖宗广明间，投诗河中节度使王重荣，曰：只向国门安四海，不离乡井拜三公。甚受礼重。

### 剧可久
五代涿州范阳人，字尚贤。沉毅方正，明律令。仕唐，历徐州司法、大理评事、大理正，赐绯。仕晋，历殿中少监、太子右谕德、大理少卿，赐金紫。周广顺初，改太仆卿，复为大理卿。世宗以刑书深古、条目繁细，难于检讨。命剧可久等十人编集新格，勒成部秩。五年，书成，凡三十卷，目曰《刑统》。宰相请颁天下，与律疏令式并行。建隆三年告老，改光禄卿致仕，卒年七十七。

### 剧暹
永乐戊子举人。

### 剧名
宣德中贡士。

### 剧度
嘉靖贡士，任教谕。

### 剧汝俭
万历间任主簿。

### 剧正理
中国农业科学院植物保护研究所原研究员，研究成果“玉米螟人工大量饲养、抗螟性鉴定及高效治螟技术”获1987年国家科学技术进步奖三等奖。

### 剧乂文
河南唐河人，郑州轻工业大学原党委书记。

### 剧雪
北京人，当代女演员，毕业于上海戏剧学院表演系，就职于中国人民解放军空政话剧团。主演电影《凤凰琴》获国家文化部政府奖最佳影片奖和第十四届中国电影金鸡奖最佳影片奖。个人获金鸡奖最佳女配角奖，金凤凰奖学会奖，华表奖优秀女演员奖，飞天奖优秀女演员奖等。

### 剧凯锋
中国铁路郑州局集团有限公司党委副书记。

### 剧杰
南京审计大学副教授，南京大学博士。